# Ethernet

Schemat sieci Ethernet

Ethernet – technika, w której zawarte są standardy wykorzystywane w budowie głównie lokalnych sieci komputerowych. Obejmuje ona specyfikację przewodów oraz przesyłanych nimi sygnałów. Ethernet opisuje również format ramek i protokoły z dwóch najniższych warstw Modelu OSI. Jego pierwotna specyfikacja została podana w standardzie IEEE 802.3.
Ethernet jest najpopularniejszym standardem w sieciach lokalnych. Inne wykorzystywane specyfikacje to Token Ring, FDDI czy ARCNET.
Ethernet został opracowany przez Roberta Metcalfe’a w Xerox PARC, czyli ośrodku badawczym firmy Xerox i opublikowany w roku 1976. Bazuje na idei węzłów podłączonych do wspólnego medium i wysyłających i odbierających za jego pomocą specjalne komunikaty (ramki). Wszystkie węzły posiadają niepowtarzalny adres MAC.
Klasyczne sieci Ethernet mają cztery cechy wspólne. Są to:
- format ramki,
- parametry czasowe,
- podstawowe reguły obowiązujące przy ich projektowaniu,
- proces transmisji.

Standardem jest izolacja o wytrzymałości minimum 250 V~ między kablem a komputerem (niektóre firmy, np. 3Com, stosowały lepszą, co skutkowało dużo większą trwałością ich kart sieciowych).

## Ramka sieci Ethernet
Istnieją 4 standardy ramek:
- Ethernet wersja 1 – już nieużywana,
- Ethernet wersja 2 (Ethernet II) – zwana też ramką DIX od firm DEC, Intel i Xerox, które opracowały wspólnie ten typ ramki i opublikowały w 1978. Jest ona w tej chwili najczęściej stosowana,
- IEEE 802.x LLC,
- IEEE 802.g LLC,

Ramki różnią się pomiędzy sobą długościami nagłówków, maksymalną długością ramki (MTU) i innymi szczegółami. Różne typy ramek mogą jednocześnie korzystać z tej samej sieci.
Budowa ramki Ethernet wersja 1:

Ramka sieci Ethernet wersja 1

- Preambuła – składająca się z 7 bajtów złożonych z naprzemiennych jedynek i zer:

```
10101010101010101010101010101010101010101010101010101010
```

co w zapisie szesnastkowym daje:
```
AAAAAAAAAAAAAA
```

Taki ciąg liczb pozwala na szybką synchronizację odbiorników.
- SFD – (ang. start frame delimiter), czyli znacznik początkowy ramki w postaci sekwencji 8 bitów (1 bajt):

```
101010
11
```

w zapisie szesnastkowym
```
AB
```

- adres MAC odbiorcy (6 bajtów)

- adres MAC nadawcy (6 bajtów)

- typ (2 bajty) – jeżeli wartość jest równa lub większa od 1536 (w zapisie szesnastkowym 0x0600), to określa typ protokołu, który jest używany, jeżeli mniejsza to oznacza długość danych w ramce

- dane (46 – 1500 bajtów) – jeżeli dane mniejsze niż 46 bajtów, to uzupełniane są zerami

- suma kontrolna (4 bajty) CRC[1].

## Wczesne wersje Ethernetu
- Xerox Ethernet – oryginalna implementacja firmy Xerox używająca ramek formatu 1 i 2.
- 10BASE5 zwana też z ang. Thicknet albo „gruby koncentryk” – standard z 1980 roku IEEE 802.3 używający grubego (12 mm) kabla koncentrycznego o impedancji falowej 50 Ω i żółtym kolorze (ten kabel – nazywany Yellow Ethernet Cable – produkowano specjalnie do tej sieci). Umożliwiał budowę segmentów o długości do 500 m. Obecnie już nie stosowany, ale czasami można spotkać jeszcze pracujące instalacje. Pracował z szybkością 10 Mb/s.
- 10BROAD36 – przestarzały, pracował na 75 Ω kablu TV.
- 1BASE5 – przestarzały, pracował z szybkością 1 Mb/s.
- StarLAN 1 – pierwsza implementacja kabla typu skrętka.

## Wersje 10 Mb/s
- 10BASE2 zwany też z ang. ThinNet, Cheapernet lub „cienki koncentryk” – używa kabla koncentrycznego RG-58 o impedancji 50 Ω i średnicy prawie 6 mm. Kabel musi biec pomiędzy wszystkimi kartami sieciowymi wpiętymi do sieci. Karty podłącza się za pomocą tzw. „trójnika”, do którego podpina się także kabel za pomocą złącz BNC. Na obu końcach kabla montowany jest rezystor (tzw. terminator) o rezystancji 50 Ω. Maksymalna długość segmentu wynosiła 185 m, chociaż rozwiązania niektórych firm np. 3Com dopuszczały 300 m. Przez wiele lat była to dominująca forma sieci Ethernet. Jej wadą było to, że uszkodzenie kabla w jednym miejscu powodowało zanik dostępu do sieci w całym segmencie (dotykało wszystkie komputery). Niewątpliwą zaletą była niska cena, wynikała ona przede wszystkim z braku niegdyś bardzo kosztownego huba sieciowego, jak też z faktu, że początkowo karty na skrętkę były droższe od kart z wejściem koncentrycznym, podobnie kabel.
- StarLAN 10 – pierwsza implementacja kabla typu skrętka przy szybkości 10 Mb/s.
- 10Base-T – pracuje na 4 żyłach (2 pary skrętki) kategorii 3 lub 5. Każda karta sieciowa musi być podłączona do huba lub switcha.

W standardzie 10Base-T nie określono limitu długości kabla. Zamiast tego standaryzacji poddano parametry, które musi spełniać połączenie sieciowe. W efekcie standardowa, nieekranowana skrętka daje zasięg do około 110 metrów (niektóre źródła podają również wartość 105 metrów). Kable wysokiej jakości mogą pracować na odcinkach o długości 150 metrów lub dłuższych. Właściwości połączenia można sprawdzić odpowiednim testerem. W przeciwieństwie do 10BASE2 awaria kabla w jednym miejscu powodowała zanik dostępu do sieci tylko jednego komputera dlatego 10Base-T wyparł 10Base2.
- FOIRL (ang. Fiber-optic inter-repeater link) – pierwotny standard Ethernetu za pomocą światłowodu.
- 10BASE-F – rodzina standardów 10BASE-FL, 10BASE-FB i 10BASE-FP Ethernetu; łączenie za pomocą światłowodu.
- 10BASE-FL – ulepszony standard FOIRL. Jedyny z szeroko stosowanych z rodziny 10BASE-F.
- 10BASE-FB – przeznaczony do łączenia hubów lub switchy; przestarzały.
- 10BASE-FT – do sieci nie wymagających elementów aktywnych (hubów, switchy); łączenie za pomocą światłowodu; nigdy nie zaimplementowany.

|           | Medium Transmisyjne             | Sposób wysyłania sygnałów | Topologia  | Maksymalna długość segmentu | Maksymalna ilość węzłów dołączonych segmentów | Średnica kabla |
| --------- | ------------------------------- | ------------------------- | ---------- | --------------------------- | --------------------------------------------- | -------------- |
| 10BASE5   | Kabel koncentryczny 50 [Ω]      | Baseband(manchester)      | Magistrala | 500 m                       | 100                                           | 10 mm          |
| 10BASE2   | Kabel koncentryczny 50 [Ω]      | Baseband(manchester)      | Magistrala | 185 m                       | 30                                            | 5 mm           |
| 10Base-T  | Nieekranowana skrętka przewodów | Baseband(manchester)      | Gwiazda    | 100 m                       | –                                             | 4–6 mm         |
| 10Base-FT | Światłowód                      | Manchester on-off         | Gwiazda    | 500 m                       | 33                                            | 62,5/125 μm    |

## Fast Ethernet
- 100Base-TX – podobny do 10BASE-T, ale z szybkością 100 Mb/s. Wymaga 2 par z 4 parowej skrętki kategorii 5, używa wtyków 8P8C (błędnie nazywanymi RJ-45). Obecnie jeden z najpopularniejszych standardów sieci opartych na skrętce.
- 100Base-T4 – Używa 4 par skrętki kategorii 3. Obecnie przestarzały.
- 100Base-T2 – Miał używać 2 par skrętki kategorii 3, jednak nie ma sprzętu sieciowego wspierającego ten typ Ethernetu.
- 100BASE-FX – Ethernet 100 Mb/s za pomocą włókien światłowodowych wielomodowych. Zasięg rozwiązania wynosi do 2 km.
- 100Base-LX – Ethernet 100 Mb/s za pomocą włókien światłowodowych.
- 100Base-LX10 – Ethernet 100 Mb/s za pomocą włókien światłowodowych jedno- i wielomodowych. Zasięg dla jednomodów wynosi 10 km, dla wielomodów 550 m.
- 100Base-SX – Ethernet 100 Mb/s za pomocą włókien światłowodowych wielomodowych. Zasięg około 460 m.
- 100Base-CX – Ethernet 100 Mb/s za pomocą 2 par skrętki. Zasięg około 25 m.

Standard Fast Ethernet jest obecnie jednym z najpopularniejszych sieci Ethernet. Jest to sieć znacznie szybsza od Ethernetu, z powodu używania standardowo przełączników pakietów zamiast hubów, dzięki czemu nie ma kolizji w dużych sieciach. Powoli jest wypierany przez Gigabit Ethernet.

## Gigabit Ethernet
- 1000BASE-T – 1 Gb/s na kablu miedzianym – popularnej skrętce kategorii 5/5e lub wyższej. Ponieważ jedna para skrętki w kablu kategorii 6 może bez strat przenosić do 125 Mb/s (zasięg do 100 m), osiągnięcie 1000 Mb/s wymaga użycia 4 par oraz modyfikacji układów transmisyjnych dającej możliwość transmisji ok. 250 Mb/s na jedną parę w skrętce.
- 1000BASE-SX – 1 Gb/s na światłowodzie (do 550 m).
- 1000BASE-LX – 1 Gb/s na światłowodzie. Zoptymalizowany dla połączeń na dłuższe dystanse (do 10 km) za pomocą światłowodów jednomodowych.
- 1000BASE-LH – 1 Gb/s na światłowodzie (do 10 km).
- 1000BASE-CX – 1 Gb/s na specjalnym kablu miedzianym zwanym kablem koncentrycznym na odległość do 25 m używany kiedyś do łączenia ze sobą koncentratorów, przełączników. Obecnie przestarzały i wyparty przez 1000BASE-T.

## 10 Gigabit Ethernet
- 10GBASE-SR – 10 Gb/s przeznaczony dla światłowodów wielomodowych o maksymalnym zasięgu od 26 do 82 m (przy 850 nm). Umożliwia także zasięg 300 m na nowych światłowodach wielomodowych 2000 MHz/km.
- 10GBASE-LX4 – stosuje multipleksację typu WDM umożliwia zasięg 240 lub 300 m za pomocą światłowodów wielomodowych (przy 1310 nm) lub 10 km za pomocą jednomodowych.
- 10GBASE-LR – Ethernet za pomocą światłowodów jednomodowych na odległość 10 km.
- 10GBASE-ER – Ethernet za pomocą światłowodów jednomodowych na odległość 40 km.
- 10GBASE-ZR – Ethernet za pomocą światłowodów jednomodowych na odległość 80 km[2].
- 10GBASE-SW, 10GBASE-LW i 10GBASE-EW – odpowiedniki 10GBASE-SR, 10GBASE-LR i 10GBASE-ER używające transmisji synchronicznej na tych samych typach światłowodów i na te same odległości.
- 10GBASE-T – najnowszy standard w tej kategorii. Umożliwia transmisję o prędkości 10 Gb/s na odległość 100 m kablem kategorii 6A. Możliwe jest również wykorzystanie kabla kategorii 6 – wtedy maksymalna długość kabla nie powinna przekraczać 55 m[3].

## 100 Gigabit Ethernet
23 listopada 2006 r. naukowcy z IEEE rozpoczęli prace nad opracowaniem technologii, która umożliwiałaby wprowadzenie nowego standardu sieci Ethernet o prędkości do 100 Gb/s. W czerwcu 2010 roku standard ten (802.3ba) został zaakceptowany przez IEEE.

## Inne standardy
- standardy dla WLAN – opisane w IEEE 802.11. Wymiana danych z szybkościami od 1 do 6928 Mb/s za pomocą urządzeń radiowych.
- 100BaseVG – standard zaproponowany przez firmę Hewlett-Packard o szybkości 100 Mb/s na 4 parach skrętki kategorii 3. Nie zdobył uznania.